# Džejms Mej
Džejms Danijel Mej (rođen 16. јanuara 1963)  je Engleski televizijski voditelj i novinar. Poznat je kao najbolji ko-voditelj motornog programa  serijala Top Gear pored Džeremi Klarksona i Ričarda Hamonda od 2003 do 2015. Od 2016. je direktor produkcijske kompanije W. Chump & Sons (osnovane јula 2015) i takođe je ko-voditelj u televizijskom serijalu The Grand Tour za Amazon video, pored starih Top Gear kolega, Klarksona i Hamonda, kao i nekadašnji Top Gear producent  Andi Vilman.
Mej je vodio  i druge programe na druge teme uključujući nauku i tehnologiju, igračke, kulturu vina i neprilke u modernim vremenima. Pisao je i nedeljnu rubriku za The Daily Telegraph motornu sekciju od 2003 do 2011.

## Rani zivot
Džejms Danijel Mej je rođen u Bristolu, jedan je od četvoro dece, ima dve sestre i brata. Mej je pohađao Caerlon Endowed Junior školu u Nju Portu. Svoje tinejđerske godine je proveo u  Severnom Jorkširu gde je pohađao OakWood Comprehensive školu  u Roterdamu, gde je bio operski  pevač u  Vinston Pariš crkvi.
Mej je studirao muziku na Pendle koledžu, univerzitetu Lancaster, gde je naučio da svira flautu i klavir. Nakon što je diplomirao , Mei je kratko radio u bolnici u Čelziju kao službenik za evidenciju i imao je kratak radni staž u državnoj službi.

## Novinarska karijera
Tokom 1980-ih, Mei  je radio kao pod-urednik za The Engineer i kasnije Autocar  magazin, od kog  je otpušten zbog šale. Od tada, napisao je nekoliko publikacija, uključujući regularnu rubriku za England Made Me u Car Magazinu, artikle za Top gear magazin kao i nedeljnu rubriku u The Daily Telegraph.
Napisao je knjigu Mei na motoru (engl. May on Motors) (2006), koji je kolekcija njegovih  objavljenih članaka i ko-pisao Ozova i Džejmsova vinska avantura (engl.  Oz and James's Wine Adventure) (2006), zasnovan na TV serijau istog imena. Posle toga je pisao Pravac sa krivinom (Long Lane with turnings) koji je objavio u Semptembu 2006 i poslednja knjiga za motornog pisca L. J. K. Setrajt. Istog meseca je ko-vodio postovanje Reju Baxteru. Beleške iz knjige Tesko rame (Hard Shoulder) i Džejms Meijov(James May's) 20og veka, je knjiga koja prati istoimenu televizijsku seriju, koji je objavljena 2007. godine.

#### Otpuštanje iz Autocar-a
U intervjuju sa Ričardom Alisonom za BCC Radio 2, Mei  je rekao to da je 1992. otpušten od Autocar magazina posle  spajanja acrostica u jednu. Na kraju godine, magazinov  “Road Test Year Book” supplement je izbacen u javnost.  Svaka emisija je imala u sebi četiri recenzije, a svaki pregled je počinjao  velikim crvenim slovom (poznat u tipografiji kao pocetno slovo). Meijova uloga je bila da ceo supplement sastavi zajedno, koji je bio ,,ekstremno dosadan i trajalo je nekoliko meseci”.
Da bi ublažio dosadu, Mei je svaki pregled pisao tako da inicijali na prvih čentri  reda sastavljaju reči “PUT”, “TEST”, “GODINA” i “KNJIGA”. Pod redovi su naizgled imali nasumični redosled slova, počeći sa “SOYO” i “UTHI”. Zainteresovani su mogli da primete da ta slova ustvari prave poruku. Mejova originalna poruka je bila : “Mislis da je jako dobro, zar ne? Trebalo bi da pokušaš da napraviš prokletu stvar; stvarno je bolno.” Urednici Autocar magazina nisu shvatili šalu i toga su postali svesni nakon što su ih čitaoci zvali u vezi sa tim, misleci da postoji nagrada.

## Televizijska karijera
Njegova televizijska prošlost zasluga ukljucuje predstavljanje Vožen (engl. Driven) na Channel 4 u 1998, prepričavajući osmodelni BBC One serijal pod imenom   co-vodeći ITV1 koji je pokrivao 2006 London Boat šou. Takođe je napisao i Božićni special Džejms Mejove top igračke (engl. James May’s Top toys)  (za BBC One). Džejms Mei: Top igračke moje sestre (engl. James May: My Sister’s Top Toys) je pokušavao da prouči polove koji razdvajaju izgledi igračaka. U serijalu 3, episode 3 Gordon Remzijevog The F word serijala, Mei je uspeo da porazi Remzija u jedenju bikovog penisa i trule ajkule sa njegovom ribljom pitom.

### Glavi artikl:(2002 TV serijal)
Mei je svojevremeno vodio originalni Top Gear serijal tokom 1999. On je prvi co-voditelj koji je oživeo serijal u svom drugom serijalu u 2003, gde je i zaradio svoj  nadimak “Kapetan spori”, njegovim sigurnim i usporenim stilom vožnje. Naprotiv nadimka, on je u par  epizoda morao  da vozi brzo – u  2007 serijalu je vozio Buggati Veyrona do njegove maksimalne brzine od  253mhp (407km/h), i 2010 je postigao 259.11 mph (417km/h) u  novijem 16.4 Super Sport Veyron modelu.  A ranije u epizodi je takođe testirao originalnu verziju Buggati Veyrona protiv Pagani Zonde F.
Mei, uz  svog kolegu ko-voditelja Džeremi Klarksona i  islandskom posadom, je proputovao automobilom magnetski Severni Pol u 2007, koristeći modifikovanu Tojotu Hilux. U rečima Klarksona, on je prva osoba koja je otišla tamo, a da to nije želela.  On je takođe vozio modofikovanu  Tojota Hilux po  ivici eruptiranoog vulkana  Eyjafjallajokull.
Prateći BBC ekipe odluke da ne obnove Džeremi Klarksonov ugovor sa serijalom 25 marta 2015, Mei izjavljuje  da u Aprilu 2015 ne želi da bude deo Top Gira kao sastav nove voditeljske posade.

### Nauka
Mei je predstavljao Inside Killer Sharks dokumentarac  za Sky i Džejms Mej 20. vek (engl. James May’s 20th Centry), koji istražuju pronalaske.  Leto je u Royal Air Force Eurofighter Typhoon avionu pri brzini od oko 1320mph(2124 km/h) za televizijski program,  James May’s 20th Centry.  Kasne 2008, za BBC emisiju Džejms Mejove velike ideje (engl. James May’s Big Ideas),  trodelnog serijala u kom Mei putuje oko planete u potrzi za ispunjenjem koncepata koji se smatraju naučnom fantastikom. On takođe vodi  i  serijal nazvan  Džejms Mejova muska laboratorija(engl. James May’s Man Lab). U  2013, Mei pripoveda To Space & Back, dokumentarac o uticaju razvoja svemirskog istrazivanja modernom tehnologijom proizveden od strane Sky-Skan i The Franklin institucije.

### Džejms Mei na mesecu
Džejms Mei na mesecu (BBC 2,2009) proslavlja 40 godina od prvog sletanja čoveka na mesec. Ovo je praćeno sa jos jednim dokumentarcem na BBC Four pod imenom Džejms Mei na ivici  svemira (engl. James May at the Edge of the space), gde je Mei poslat u statosferu (70,000ft) u US Air Force Lockheed U-2 špijunskom avionu. Izdvojeni snimci sa treninga za let i samog leta su korišteni u  Džejms Mei na mesecu (engl. James May on the moon) koji su potpuno prikazani u ovom programu. Ovaj poduhvat ga je učinio jednim od ljudi koji je  leteo najvise posle posade Međunarodne Svemirske stanice.

### Džejs Meijova priča igračaka
Početkom u Oktobru 2009, Mei predstavlja sestodelovni TV serijal koji prikazuje omiljene igračke prošle ere i  kako se mogu koristiti u modernom vremenu. Igračke koje su prikazane su bile: Airfix, plastelin, Meccano, Scalextric, Lego i  Hornby. U svakoj epizodi, Mei svaku igračku isprobava do njenih limita, takođe ispunjavajući nekoliko svojih snova iz detinjstva u tom procesu. U Avgustu 2009, Mei je izgradio kuću u celoj veličini koristeci samo lego kockice. Planovi da se kuća premesti u Legoland su propali Semptembra 2009 zbog cene rušenja, pomeranja i ponovne izgradnje koji su bili preveliki  pa čak i pored toga da se neko javio ko će je uzeti, srušena je 22 Semptembra i preostale plastične cigle su donirane dobrotvornim ustanovama.
Takođe za serijal, rekreirao je zatvorenu stazu u Brooklandu koristeći Scaletric stazu, u pokušaju da napravi svetski rekord za najduzi model železnice u pokretu pored Taraka staze  između Barnstapla i Bideforda u Severnom Devonu, ali nažalost nije došlo do uspešnog pokušaja zbog delova staze koji su ukradeni i vandalizma postavljanja novčića na traku, koji su dovodili do kratkog spoja.
Decembra 2012 je pustena specijalna Bozicna epizoda nazvana Leteci klub (engl. Flight club), gde Džejms i  njegov tim prave ogromnu igračku letelice koja je letela 22 milje (35 km) od Devona do ostrva  Landija.
U 2013 , Mei pravi potpuno funkcionalni motor  sa prikoliocom životne veličine potpuno napravljen od konstruktivne igracke Meccano. Pridruzen od strane OZ Klarka, uspeo je da napravi ceo krug staze Isle of Man TT Course, dugacke  37 milje.

### OZ  i Džejms
Kasne 2006, BBC je prenosio OZ  i Džejmsova velika vinska avantura(engl. Oz and Jame’s Big Wine Advanture), serijal u kom je Mei putovao oko Francuske sa vinskim ekspertom OZ Klarkom. Drugi serijal je prenošen kasne 2007, ovaj put sa  Mejom i Klarkom u Kalifornijskoj vinskoj drzavi, koji je praćen trećim serijalom u 2009 nazavan OZ i Džejms Piju po Britaniji (engl. Oz and James Drink to Britain).

## Internet prisutnost
Mei je napravio svoj Jutjub kanal pod imenom  “JM’s nezaposljeni tube” (engl. JM’s unemployment tube), 2015 kada je Top Gear ugasen od strane BBC prateći Džeremi Klarksonovo otpuštanje. Gde Mei proizovdi video klipove. Mei je stvorio i Stiskanje glave sada preimenovan "BBC Earth Lab" i meni vise nije predstavljač. Ovaj kanal je mešavina nauke, tehnologije, istorije i trenutno aktivne afere. Prvi video je izbacen Decembra 2012. Klipovi su proizvedeni od strane 360 produkcija za BBC Worldwide.
2016 Mei sa njegovim kolegama  iz Top Gear serijala pokreće društvenu mrežu koji automobilski fanovi nazivaju DriveTribe.

## Personalni zivot
Mei zivi u Hemrsmitu, zapadnom Londonu, sa igračkim kritikom Sarom Frater, sa kojom je u vezi od 2000. U Julu 2010 Mei je nagrađen sa počasnim doktoratom od strane Lancaster Univerziteta, gde je prethodno pručavao muziku. On poseduje Doktorsku disertaciju.
Avgusta 2014, Mei je jedan od 200 narodnih figura koje su potpisale pismo za The guardian protivljenja nezavisnosti Škotske u  Semptembarskom raspravljanju po tom pitanju. U junu 2016 je podrzao ostajanje u EU referendumu.

### Vozila
Mei je posedovao mnogo automobile uključujući: 2005 Saab 9-5 Aero, Bentley T2, Rolls-Royce Phantom, Triumph 2000, Rover P6, Alfa Romeo 164, 1971 Rolls-Royce Corniche, Jaguar XJS, 1992 Range Rover Classic Vogue, Fiat Panda, Datsun 120Y, 2009 Porsche 911 Carrera S facelift, -{[[Vauxhall Cavalier Mk1]}-], Ferrari F430, Ferrari 458 Italia, 1984 Porsche 911, 2005 Porsche Boxster S (za koji tvrdi da mu je prvi automobil koji je kupio nov iz salona). Mei trenutno poseduje Ferrari 308 GTB,  BMW i3,  2018 Alpine 110 kao i 2014 Ferrari 458 Speciale koji je naručio prilikom napustanja Top Gear serijala. Često koristi i svoj Brompton sklapajuci bicikl za kratkotrajne puteve. Svoj vozački ispit je položio iz drugog pokušaja pravdajući ovo sa recenicom “Svi najbolji ljudi prolaze iz drugog puta”.
Mei je dobio lako avionsku pilotsku dozvolu u Oktobru 2006 polagajući u Belom Valtham Aerodromu. Takođe je posedovao Luscombe 8A ‘Silvaire’ kao i American Champion 8kCAB Super Decathol sa registracijom G-OCOK.

## Filmografija

### Televizija
| Godina    | Naslov                                                                                             | Uloga                    |
| --------- | -------------------------------------------------------------------------------------------------- | ------------------------ |
| 1999      | Top Gear (originalni)                                                                              | Predstavljač             |
| 2003–2015 | Top Gear                                                                                           | Predstavljač             |
| 2005      | Džejms Mejove Top Igračke (engl. James May's Top Toys)                                             | Predstavljač             |
| 2006–2007 | Oz i Džejms Mejova Velika vinska avantura (engl, Oz and James's Big Wine Adventure )               | Predstavljač             |
| 2007      | Top Gear of the Pops                                                                               | Predstavljač             |
| 2007      | Džejms Mei 20. vek (engl. James May's 20th Century)                                                | Predstavljač             |
| 2007      | Džejms Mei: Top igračke moje sestre(engl. James May: My Sisters' Top Toys)                         | Predstavljač             |
| 2008      | Top Ground Gear Force                                                                              | Predstavljač             |
| 2008      | Džejms Mejove velike ideje (engl. James May's Big Ideas)                                           | Predstavljač             |
| 2009      | Oz i Džejms Mei piju kroz Britaniju (engl. Oz and James Drink to Britain)                          | Predstavljač             |
| 2009      | Džejms Mei na mesecu (engl. James May on the Moon)                                                 | Predstavljač             |
| 2009      | Džejms Mei na ivici svemira (engl .James May at the Edge of Space)                                 | Predstavljač             |
| 2009–2014 | Džejms Mei priča igračaka (engl. James May's Toy Stories)                                          | Predstavljač             |
| 2010      | Shooting Stars                                                                                     | Predstavljač             |
| 2010–2013 | Džejms Mejova muška laboratorija (engl. James May's Man Lab)                                       | Predstavljač             |
| 2011–2012 | Džejms Mejove stvari koje morate znati (engl.James May's Things You Need To Know)                  | Predstavljač             |
| 2014–2016 | James May's Cars of the People                                                                     | Predstavljač             |
| 2014      | Fića i Feđa (engl. Phineas and Ferb)                                                               | Gostujući glas (kao Ian) |
| 2015      | Pravljenje automobila uživo (engl,Building Cars Live)                                              | Predstavljač             |
| 2016–2017 | Džejms Mei: Sastavljač (engl. James May: The Reassembler)                                          | Predstavljač             |
| 2016–     | The Grand Tour                                                                                     | Predstavljač             |
| 2019      | Džejms Mejova velika nevolja u modernoj Britaniji (engl. James May's Big Trouble in Model Britain) | Predstavljač             |
| 2019      | Naš covek u... Japanu (engl.Our Man In...Japan)                                                    | Predstavljač             |

### DVD
| Godina | Naslov | Oznaka                       |
| ------ | --- | ---------------------------- |
| 2006   | Oz i Džejms Mejova Velika vinska avantura serijal jedan (engl. Oz and James's Big Wine Adventure: Series One )                  | Acorn Media                  |
| 2006   | James May's Motormania Car Quiz                                                                                                 | DMD                          |
| 2007   | Džejms Mei 20. vek: Potpuni serijal(engl. James May's 20th Century: The Complete Series)                                        | ITV                          |
| 2008   | Oz i Džejms Mejova Velika vinska avantura serijal dva(engl. Oz and James's Big Wine Adventure: Series Two)                      | Acorn Media}                 |
| 2009   | Džejms Mejove velike ideje: Kompletni Serijal (engl. James May's Big Ideas: Complete Series)                                    | DMD                          |
| 2009   | Džejms Mei na mesecu (engl. James May on the Moon)                                                                              | BBC DVD                      |
| 2009   | Džejms Mejovi neverovatni moždani trening (engl. James May's Amazing Brain Trainer)                                             | DMD                          |
| 2009   | Džejms Mejova priča igračaka: Kompletni Serijal (engl. James May's Toy Stories: The Complete Series)                            | Channel 4                    |
| 2009   | Oz i Džejms Mei piju kroz Britaniju (engl. Oz and James Drink to Britain)                                                       | Acorn Media                  |
| 2010   | Top Gear: Apocalypse | BBC DVD                      |
| 2011   | Džejms Mejova muška laboratorija: serijal jedan (engl. James May's Man Lab: Series One)                                         | Acorn Media                  |
| 2011   | Top Gear: At The Movies | BBC DVD                      |
| 2012   | Džejms Mejova muška laboratorija: serijal dva (engl. James May's Man Lab: Series Two)                                           | Acorn Media                  |
| 2012   | Top Gear: Worst Car in the History of the World                                                                                 | BBC DVD                      |
| 2013   | Džejms Mejova muška laboratorija: serijal tri (engl. James May's Man Lab: Series Three                                          | Acorn Media                  |
| 2013   | James May's Toy Stories: Balsa Wood Glider/Great Train Race                                                                     | Channel 4                    |
| 2014   | Džejms Mejova priča igračaka: Motorni dnevnik(engl. James May's Toy Stories: The Motorcycle Diaries)                            | Channel 4                    |
| 2014   | Džejms Mejova priča igračaka: Akcioni čovek brzinom svetlosti (engl. James May's Toy Stories: Action Man at the Speed of Sound) | Channel 4                    |
| 2016   | Džejms Mei: Sastavljač serijal jedan (engl. James May: The Reassembler Series One)                                              | Spirit Entertainment Limited |
| 2017   | Džejms Mei: Sastavljač serijal dva (engl. James May: The Reassembler Series Two)                                                | Spirit Entertainment Limited |

### Video igrice
| Godina | Naslov              | Ravijač Softvera    | Uoga    |
| ------ | ------------------- | ------------------- | ------- |
| 2011   | Forza Motorsport 4  | Turn 10 Studios     | Narator |
| 2013   | Forza Motorsport 5  | Turn 10 Studios     | Narator |
| 2013   | Gran Turismo 6      | Polyphony Digital   | Narator |
| 2015   | Forza Motorsport 6  | Turn 10 Studios     | Narator |
| 2019   | The Grand Tour Game | Amazon Game Studios | Narator |

### Televizijske reklame
| Godina | Naslov          | Uloga  |
| ------ | --------------- | ------ |
| 2010   | London Pride    | On sam |
| 2015   | The Tank Museum | On sam |

## Bibliografija
- May on Motors: On the Road with James May. Virgin Books. 2006. Reprinted 2007.
- Oz and James's Big Wine Adventure. BBC Books. 2006.  9780563539001
- Notes from the Hard Shoulder. Virgin Books. 2007.  9780753512029
- James May's 20th Century. Hodder & Stoughton. 2007 (H/B). Reprinted 2007 (P/B).  9780340950906
- James May's Magnificent Machines. Hodder & Stoughton. 2008.  9780340950920
- Oz and James Drink to Britain. Pavilion (Anova). 2009.  9781862058460
- James May's Car Fever. Hodder & Stoughton. 2009 (H/B). Reprinted 2010 (P/B).  9780340994559
- James May's Toy Stories. Conway (Anova). 2009.  9781844861071
- James May's Toy Stories: Lego House. Conway (Anova). 2010.  9781844861187
- James May's Toy Stories: Airfix Handbook. Conway (Anova). 2010.  9781844861163
- James May's Toy Stories: Scalextric Handbook. Conway (Anova). 2010.  9781844861170
- How to Land an A330 Airbus. Hodder & Stoughton. 2010 (H/B). Reprinted 2011 (P/B).  9781402269554
- James May's Man Lab: The Book of Usefulness. Hodder & Stoughton. 2011 (H/B). Reprinted 2012 (P/B)  9781444736328
- James May: On Board. Hodder & Stoughton. 2012.  9780340994597
- James May: The Reassembler. Hodder & Stoughton. 2017.  9781473656932

## Spoljašnje veze
- Top Gear
- Džejms Mej на веб-сајту